# Mineralogi

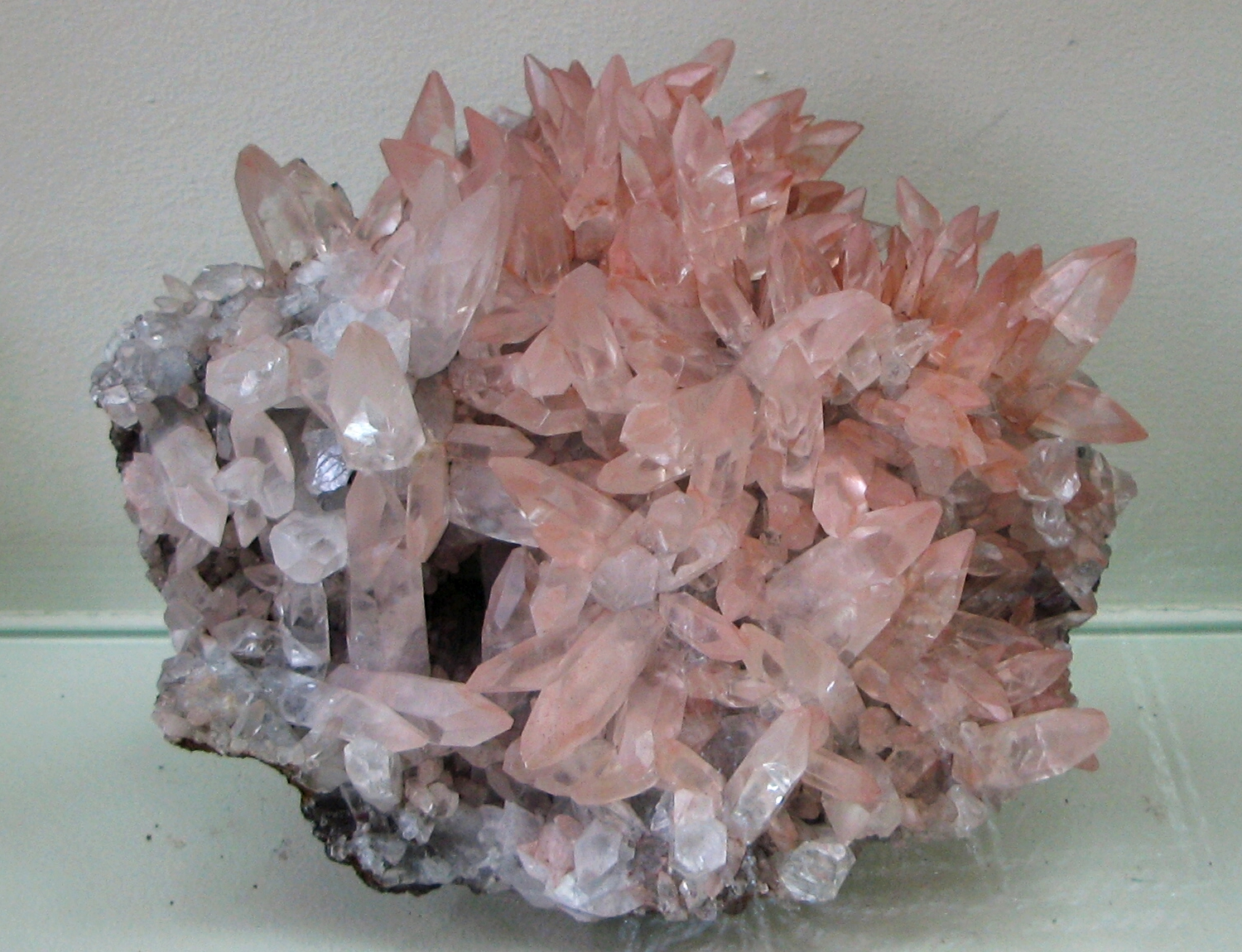
Kalkspat består av den kemiska föreningen kalciumkarbonat (CaCO_{3}.

Mineralogi är läran om mineraler. Mineralogi ingår som en del av det större ämnesområdet berggrundsgeologi som studerar uppbyggnad och sammansättningen av berggrunden. Mer specifikt behandlar mineralogi mineralernas kristallografiska, fysikaliska och kemiska egenskaper samt deras bildning, förekomst och klassificering.

## Historik
Mineralogi (av mineral och grekiska logos, lära) är vetenskapen om mineralen. Mineralogin kan indelas i två avdelningar: den allmänna och den speciella. Den allmänna mineralogin behandlar mineralens allmänna egenskaper i geometriskt, fysiskt och kemiskt avseende. Den speciella mineralogin beskriver mineralens släkten och arter samt ordnar dessa i ett system. De delar av den allmänna mineralogin, som omfatta mineralens geometriska och fysiska egenskaper, kallas kristallografi.
I äldsta tider ådrog sig först de gedigna metallerna och ädelstenarna människornas uppmärksamhet och gav anledning till mineralogins uppkomst. Men redan Aristoteles och Theofrastos samlade uppgifter även om andra mineral än sådana som var direkt nyttiga, och Plinius d. ä. efterlämnade beskrivningar av alla honom bekanta mineral. Beskrivningarna är dock så ofullkomliga, att man endast i ett fåtal fall kunnat utröna, vilka mineral han avser. Efter den grekiska och romerska kulturens förfall odlades mineralogin liksom övriga naturvetenskaper huvudsakligen av araberna. En arabisk läkare, Avicenna (död 1036), skilde mellan "stenar", "brännbara mineral", "salter" och "metaller". Senare blev det bergsbruket som gav anledning till mineralogiska studier. Agricola sammanfattade i sitt verk De natura fossilium (1546) de tyska bergsmännens mineralogiska erfarenhet. För första gången användes där de ännu brukliga mineralkaraktärerna: hårdhet, spaltbarhet, glans och så vidare. Men så länge någon kemisk vetenskap icke existerade, kunde någon utveckling av mineralogin inte ske. Linné gjorde visserligen ett försök till en systematisk uppställning av mineralriket, därvid huvudsakligen ledd av de yttre karaktärerna och kristallformen. Men hans begrepp om mineralen var ytterst ofullständiga och orediga, såsom en titt i hans Regnum lapideum visar. Någon skillnad emellan bergarter och enkla mineral gjordes inte. Diamant fördes till samma avdelning som alun på grund av sin oktaedriska form; en del silikat hänfördes till släktena silex och kvartzum, vilkas underavdelningar utgörs av kiselsyrans mera framstående färgvarianter.
På nästan samma ståndpunkt står Wallerius, vars "Mineralogia" (1747) är det första systematiska, deskriptiva arbete i mineralogi och som huvudsakligen stöder sig på äldre svenska arbeten av Forsius, Hjärne, Bromelius och Swedenborg. Ett betydligt framsteg betecknas av Cronstedts Försök till mineralogie (1758). Systematiken är här grundad på mineralens kemiska sammansättning, så gott man då kände densamma. Cronstedts största betydelse ligger dock däri, att han skilde bergarterna från mineralen därigenom, att han närmare preciserade begreppet mineral. Även fossil, "stengyckel" (lusus naturæ), marlekor och en del organiska produkter och så vidare, vilkas avhandlande förut spelat en stor roll i den mineralogiska vetenskapen, utmönstrades av honom.
På de nämnda svenska mineralogernas arbeten byggde delvis Werner, som genom sin lärarverksamhet i Freiberg utbredde intresset för den mineralogiska vetenskapen i vida kretsar. Hans system står på kemisk grundval, fastän även de yttre, fysikaliska karaktärerna tas i betraktande. Samtidigt hade de båda fransmännen Romé de l'Isle och Haüy grundlagt kristallografin. Den sistnämnde uppställde även ett mineralsystem, som i likhet med Werners hör till de system som blandat kemi och fysik.
Från denna tid började mineralsystematiken ådra sig stort intresse, och man gick därvid i två skilda riktningar. Den ena av dessa, den naturhistoriska, lägger största vikten vid de yttre egenskaperna. Som den förnämste representanten för denna riktning kan nämnas Mohs, vars Characteristik des naturhistorischen mineralsystems utkom i Dresden 1820. I den motsatta riktningen, som ordnar mineralen efter de kemiska element de innehåller, gick Berzelius, som 1816 ordnade mineralen efter deras positiva beståndsdelar och 1824, sedan Mitscherlich upptäckt isomorfin, efter deras negativa element. Berzelius sistnämnda system var det, som låg till grund för de flesta mineralogiska handböcker (Naumann, Dana m. fl.). Varken den ensidigt fysikaliska eller den kemiska riktningen har dock lämnat tillfredsställande resultat.
Medan den geometriska kristallografin alltmera utvecklades såväl till undersökningsmetoder som beträffande kunskapen om de kristallografiska lagarna, började även den fysikaliska kristallografin göra framsteg. Nära besläktad med sistnämnda undersökningsmetoden är även den mikroskopiska undersökningen, som infördes av engelsmännen Brewster och Sorby samt därefter använts av tyska forskare. Den mikroskopiska undersökningen medförde bland annat en fullständig omgestaltning av kännedomen om mineralens utbredning, i det att många sådana mineral, som förut var bekanta endast från några få ställen, befanns vara vanliga beståndsdelar av jordskorpan.
Mineralens bildningshistoria (paragenesis) kunde inte så tidigt som övriga grenar av mineralogin studeras på grund av de svårigheter, som möter vid såväl iakttagelser som experiment. Bischof var den förste, som framhöll vikten av denna del av vetenskapen och ökade kunskapen därom genom en mängd kemiska undersökningar. Genom Daubrée infördes en syntetisk metod, genom vilken en konstgjord framställning av mineralen görs under förhållanden, som så mycket som möjligt överensstämmer med de naturliga. 